# Letiště Řešov-Jasionka
Letiště Rzeszów-Jasionka (anglicky Rzeszów International Airport, polsky Port lotniczy Rzeszów-Jasionka, kód IATA: RZE, kód ICAO: EPRZ) je mezinárodní letiště ležící 10 km od centra Řešova u vesnice Jasionka. Letiště bylo v Polsku v roce 2006 v počtu přepravených pasažérů na 7. místě. Letiště má moderní vzletovou a přistávací dráhu dlouhou 3200 metrů, která je po varšavském letišti Frédérica Chopina druhou nejdelší v Polsku.

## Historie
První dráha letiště vznikla už v roce 1940 během německé okupace. Dráhu o délce 1200 m a šířce 40 m zde zřídila německá vojska pro svoje účely. V roce 1944 ho obsadila sovětská vojska, ale Němci, kteří ho opouštěli, ho celé zničili. V roce 1949 bylo na popud Oddělení civilního letectví Ministerstva komunikací Polska založeno nové civilní letiště.

## Letecká spojení
(Aktualizováno 27. března 2024.)
| Letecká společnost | Destinace          | Destinace                                                             |
| ------------------ | ------------------ | --------------------------------------------------------------------- |
| Israir Airlines    | Izrael             | Sezónně: Tel Aviv                                                     |
| LOT                | Polsko             | Varšava–Chopin \| sezónně: Gdaňsk                                     |
| LOT                | USA                | Sezónně: New York-Newark                                              |
| Lufthansa          | Německo            | Mnichov                                                               |
| Ryanair            | Chorvatsko         | Sezónně: Zadar                                                        |
| Ryanair            | Irsko              | Dublin                                                                |
| Ryanair            | Spojené království | Bristol · East Midlands · Londýn-Luton · Londýn-Stensted · Manchester |
| Ryanair            | Španělsko          | Sezónně: Alicante                                                     |
| Wizz Air           | Itálie             | Řím–Fiumicino                                                         |

## Statistiky
|      | Cestujících | Vzlety a přistání |
| ---- | ----------- | ----------------- |
| 2007 | 279 996     | 6 112             |
| 2008 | 323 838     | 9 662             |
| 2009 | 383 184     | 8 806             |
| 2010 | 454 203     | 10 919            |
| 2011 | 491 325     | 12 357            |
| 2012 | 564 992     | 12 355            |
| 2013 | 589 920     | 13 508            |
| 2014 | 601 070     | 10 656            |
| 2015 | 645 214     | 13 723            |